# 2018년 12월 죽음
다음은 2018년 12월에 사망한 저명한 인물 목록이다.
- 12월 3일 - 조선민주주의인민공화국의 정치인 김철만
- 12월 4일 - 대한민국의 소설가 김제영
- 12월 5일 - 대한민국의 국회의원 송현섭
- 12월 7일
  - 대한민국의 군인 이재수
  - 대한민국의 의사 백낙환
  - 콜롬비아의 정치인 벨리사리오 베탕쿠르
- 12월 9일
  - 미국의 물리학자 리카르도 자코니
  - 미국의 영화배우 존 T. 벤
- 12월 12일 - 벨리즈의 정치인 제인 엘런 어셔
- 12월 15일 - 에티오피아의 제2대 대통령 기르마 월데기오르기스
- 12월 17일 - 미국의 영화배우 페니 마셜
- 12월 18일 - 일본의 유도선수 세키네 시노부
- 12월 19일 - 대한민국의 가수 이성우
- 12월 22일 - 벨기에의 수학자 장 부르갱
- 12월 24일
  - 대한민국의 법조인 조규광
  - 슬로바키아의 축구선수 요제프 아다메츠
- 12월 25일 - 미국의 천문학자 낸시 로먼
- 12월 26일 - 대한민국의 가수 맹유나
- 12월 27일 - 대한민국의 가수 전태관
- 12월 28일
  - 나이지리아의 제6대 대통령 셰후 샤가리
  - 이스라엘의 소설가 아모스 오즈
  - 영국의 기업인 피터 힐우드
- 12월 29일 - 미국의 첼로 연주자 알도 패리소
- 12월 30일 - 미국의 심리학자 주디스 리치 해리스
- 12월 31일
  - 대한민국의 의사 임세원
  - 인도의 영화배우 카데르 칸